# Japp

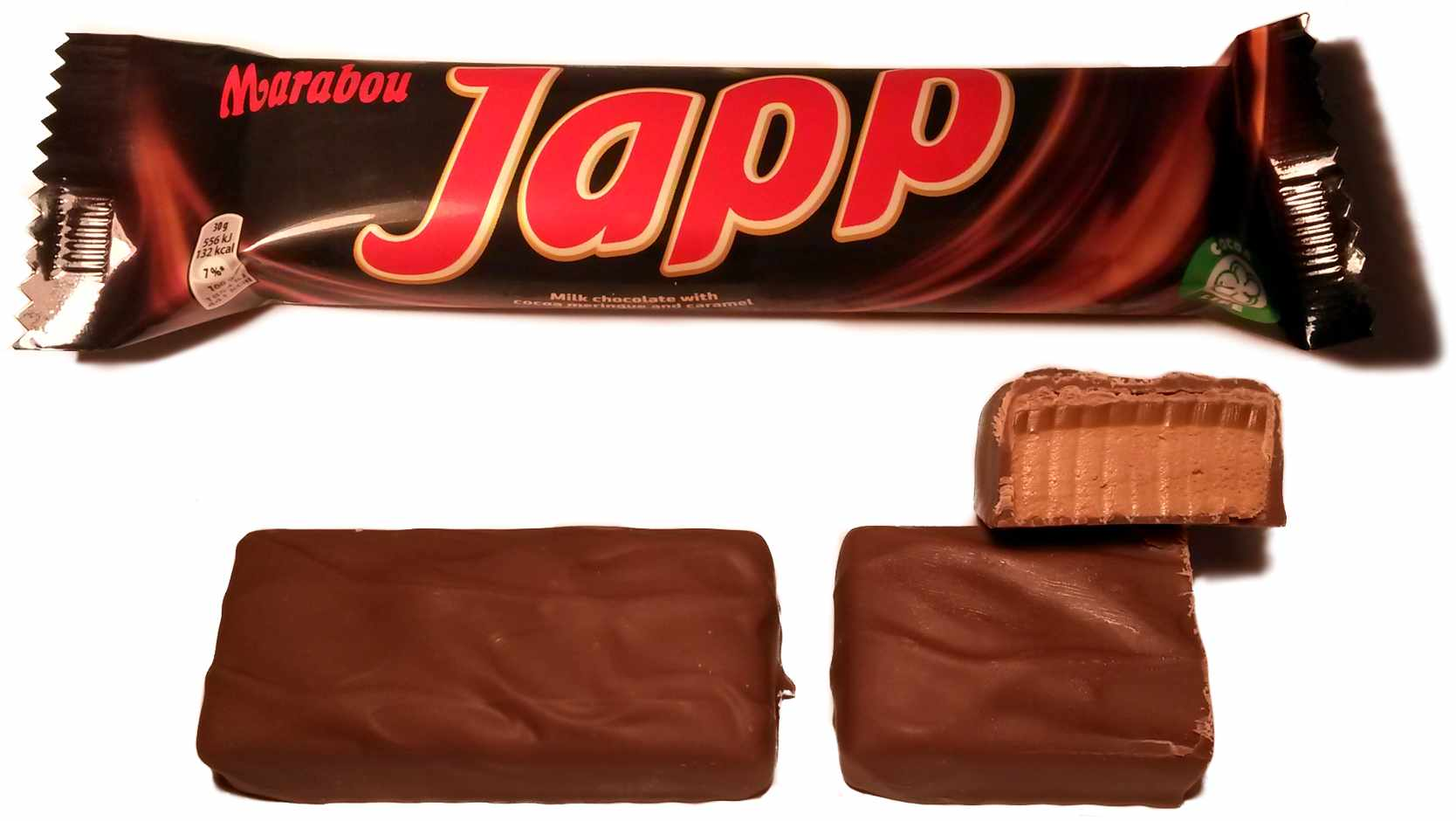
Japp.

Japp är ett chokladgodis som tillverkas av Mondelez International och som marknadsförs genom Freia i Norge och Marabou i Sverige. 
Japp består av luftig chokladmarängfyllning med mjuk kola ovanpå, täckt av ett lager mjölkchoklad. Godisbiten har sålts i Sverige sedan 1947. 

## Bakgrund
Japps design gjordes av Leif Sandström som anställdes på Marabou 1944 och som i egenskap av reklamdirektör kom att prägla Marabous förpackningar och annonser till långt in på 1960-talet. Han ritade dessutom alla Marabous förpackningar för 1950-talets framgångar – från Fortuna till O'boy.
I Norge var Jaramba Japp den första stora chokladnyheten efter andra världskriget när den lanserades sommaren 1949, och den blev snabbt uppskattad bland ungdomar. 
I en annons från 1957 beskrivs fyllningen som "en kärna av maltnougat, ett lager kola - överdrages nu med ett lager Marabou nya mjölkchoklad", och 1974 "Marabou mjölkchoklad med kola och mjuk chokladmaräng"
Före 2001 var receptet annorlunda, och chokladmarängen var betydligt hårdare och segare i sin konsistens.